# Ferange
Ferange (également orthographié Férange) est une ancienne commune de Moselle rattachée à Ébersviller depuis 1811.

## Géographie
Le hameau de Ferange est situé au nord d’Ébersviller.

## Toponymie
Sont successivement attestés les noms de Viringas (1134), Viringen (1137), Feiringa (1403), Feiringen (1448), Feringen (1594), Férange (1793), Ferange (1801).
En allemand, le nom de la localité est Feiringen, puis Fehringen (1871-1918).
En francique lorrain, les appellations sont Féeringen, Feréngen et Fieréngen.

## Histoire
Deux voueries qui dépendaient de la seigneurie de Menskirchen étaient recensées à Ferange.
Ferange faisait partie du district de Sarrelouis en 1793, puis de l'arrondissement de Thionville en 1801.
Ferange fut rattaché à Ébersviller le 26 avril 1811.

## Démographie
| 1800 | 1806 | 1900 |
| ---- | ---- | ---- |
| 373  | 380  | 127  |